# Lubomyr Huzar
Lubomyr kardinál Huzar, MSU (ukrajinsky Любомир Гузар; 26. února 1933 Lvov – 31. května 2017) byl ukrajinský řeckokatolický duchovní, vyšší arcibiskup Ukrajinské řeckokatolické církve (2001 – 2011) a kardinál.

## Biografie
Narodil se ve Lvově, mládí prožil na území Polska. V roce 1944 před příchodem sovětské armády opustil spolu s rodinou Ukrajinu a emigroval do Rakouska. V letech 1944–1949 žil v Salcburku, později v USA. Zde studoval filozofii a teologii na univerzitách v Stanfordu, Washingtonu a New Yorku. Studoval rovněž na Papežské univerzitě Urbaniana v Římě. V letech 1958 až 1969 přednášel na univerzitě ve Stanfordu, následující tři roky vyučoval na Urbanianu.
Kněžské svěcení v byzantském ritu přijal 30. března 1958 v katedrále ve Stamfordu. V letech 1966–1969 působil jako duchovní v řeckokatolické farnosti v městě Kerhonkson. V roce 1972 roku vstoupil do řádu studytů (MSU – Monaci Studiti Ucraini), od roku 1974 byl představeným kláštera v Grottaferrata.
Dne 2. dubna 1977 mu arcibiskup Josip Slipyj tajně udělil biskupské svěcení (bez předchozího papežského potvrzení). V roce 1993 se vrátil na Ukrajinu s úkolem vytvořil klášter svého řádu v ternopilské archieparchii.
V roce 1995 byl synodem biskupů Ukrajinské řeckokatolické církve vybrán za exarchu kyjevsko-vyšegorodského. O rok později získal potvrzení svého biskupského svěcení od papeže Jana Pavla II. a 22. února tohoto roku byl jmenován titulárním biskupem Nisa di Licia.
Na podzim téhož roku se stal pomocným biskupem lvovského arcibiskupa s titulem koadjutora a mimořádnými pravomocemi. Po smrti kardinála Ljubačivského 23. prosince 2000 byl jmenován apoštolským administrátorem lvovské arcidiecéze.
Dne 25. ledna 2001 ho synod biskupů Ukrajinské řeckokatolické církve zvolil vyšším arcibiskupem Lvova a následně získal potvrzení svého titulu od papeže Jana Pavla II. Ten ho také v 21. února téhož roku při konzistoři jmenoval kardinálem.
V roce 2005 se účastnil konkláve po smrti Jana Pavla II. Od srpna téhož roku jako vrcholný představitel Ukrajinské řeckokatolické církve získal titul vyššího/vrchního arcibiskupa kyjevsko-haličského. Následujících pět let se snažil o vznik řecko-katolického patriarchátu na Ukrajině.10. února 2011 rezignoval na svoji funkci. Jeho nástupcem se stal Svjatoslav Ševčuk. Zemřel 31. května 2017.